# Амфібії Резолюції 6 Бернської конвенції, для яких Україна створює мережу «Емеральд» (Смарагдову мережу)
У 1996 р. Постійний комітет Бернської конвенції прийняв Резолюцію 6 — Перелік видів, що потребують спеціальних заходів збереження їхніх оселищ, включаючи мігруючі види (Listing the species requiring specifichabitat conservation measures).
У 2019 ГО «Українська природоохоронна група» видала довідник, що містить Список видів тварин Резолюції 6 Бернської конвенції, для яких Україна створює мережу Емеральд (Смарагдову мережу) в розрізі біогеографічних регіонів.
| Код  | Латинська назва     | Українська назва    | Біогеографічні регіони | Біогеографічні регіони | Біогеографічні регіони | Біогеографічні регіони |
| Код  | Латинська назва     | Українська назва    | Континентальний        | Альпійський            | Паннонський            | Степовий               |
| ---- | ------------------- | ------------------- | ---------------------- | ---------------------- | ---------------------- | ---------------------- |
| 116  | Triturus cristatus  | Тритон гребінчастий | +                      | +                      | +                      | +                      |
| 1993 | Triturus dobrogicus | Тритон дунайський   |                        |                        | +                      |                        |
| 2001 | Triturus montandoni | Тритон карпатський  | +                      | +                      | +                      |                        |
| 1171 | Triturus karelinii  | Тритон Кареліна     |                        |                        |                        | +                      |
| 1188 | Bombina bombina     | Кумка червоночерева | +                      | +                      | +                      | +                      |
| 1193 | Bombina variegata   | Кумка жовточерева   | +                      | +                      | +                      | +                      |